# 25924 Дуґласадамс
25924 Дуґласадамс  (25924 Douglasadams) — астероїд головного поясу, відкритий 19 лютого 2001 року.
Тіссеранів параметр щодо Юпітера — 3,498.